# 采姓
采姓，一個較罕見的中文姓氏。

## 來源
据凌迪知《万姓统谱》记载，黄帝将其子分封到右北平采亭，于是后人以采为氏。名人有汉朝采皓、明朝采凤翔。

## 外部連結
- 臺灣尋根網（页面存档备份，存于）